# Josef Šíma (Maler)

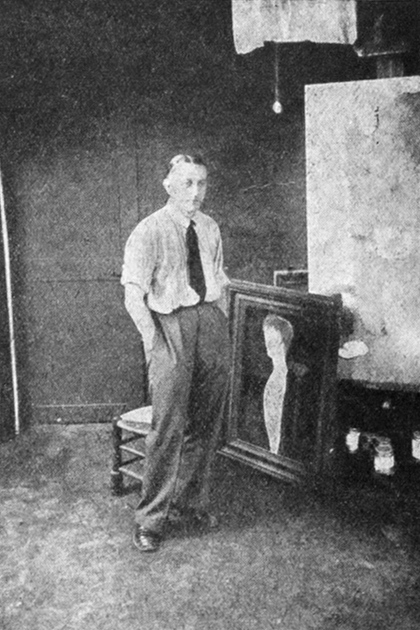
Šíma in seinem Pariser Atelier, vermutlich 1929

 Josef Šíma (* 18. März 1891 in Jaroměř, Böhmen; † 24. Juli 1971 in Paris) war ein französischer Maler tschechischer Abstammung.

## Leben
Er gehört zu den bedeutenden Vertretern des Surrealismus und später der Abstrakten Malerei nach dem Zweiten Weltkrieg.
Šíma war 1920 in Prag Mitbegründer der Künstlergruppe Devětsil. Er zog im Jahr 1920 nach Paris und schloss sich der Bewegung der Surrealisten an. Im Jahr 1926 nahm er die französische Staatsbürgerschaft an.
Šíma freundete sich 1921 mit den Künstlern Amédée Ozenfant, Pierre Jeanneret und Albert Gleizes an, die damals Mitarbeiter der Zeitschrift „L’Esprit nouveau“ waren.
Im Jahr 1927 begann er die Zusammenarbeit mit den künftigen Autoren der Zeitschrift Grand Jeu, René Daumal, Roger Vailland und Roger Gilbert-Lecomte. Šíma wurde der künstlerische Direktor ihrer Zeitschrift. Er blieb stets eng verbunden mit der künstlerischen und literarischen Avantgarde von Prag. Im Jahre 1934 gründete die Gruppe der „Tschechischen Surrealisten“. Josef Šíma war 1959 Teilnehmer der documenta 2 in Kassel.